# Horna
Horna – fiński zespół wykonujący black metal, założony w 1993 roku pod nazwą Shadowed.

## Skład zespołu

### Obecni członkowie
- Spellgoth (Tuomas Rytkönen) – śpiew
- Shatraug – śpiew, gitara
- Infection (Mynni Luukkainen) – gitara (wcześniej gitara basowa)
- Qraken - gitara basowa
- Vainaja – perkusja

### Byli członkowie
- Nazgul von Armageddon a.k.a. Satanic Warmaster (AH) – śpiew (1996–2001)
- Moredhel (Jyri Vahvanen) – gitara (1993–98), gitara basowa (1999–2000)
- Thanatos – gitara basowa (1998), gitara (1999–2000)
- Aarni T. Otava – gitara (2000–02)
- Skratt – gitara basowa (1997–98), instrumenty klawiszowe na Haudankylmyyden Mailla
- Vrasjarn (Anssi Mäkinen) – gitara basowa (2000–01)
- Saturnus – gitara
- Gorthaur – perkusja (1994–2005)
- Lord Sargofagian (Ossi Mäkinen) – perkusja (muzyk sesyjny)
- Corvus - śpiew (2002–2009)

## Dyskografia[2]

### Albumy studyjne
- Kohti Yhdeksän Nousua (1998), Solistitium Records
- Haudankylmyyden Mailla (1999), Solistitium Records
- Sudentaival (2001), Woodcut Records
- Envaatnags Eflos Solf Esgantaavne (2005), Woodcut Records
- Ääniä Yössä (2006), Moribund Records
- Kohti Yhdeksän Nousua (Sis. Ordo Regnum Sathanas) (2007), Blut & Eisen Productions
- Sotahuuto (2007), Moribund Records
- Sanojesi Äärelle (2008), Debemur Morti Productions / Deviant Records
- Musta Kaipuu (2009), Debemur Morti Productions

### Minialbumy
- Perimä Vihassa Ja Verikostossa (1999), Oskorei Productions
- Sota (1999), Sinister Productions
- Korpin Hetki (2002), Apocalyptic Empire Records
- Risti ja Ruoska (2002), Ledo Takas Records
- Viha ja Viikate (2003), Woodcut Records
- Talismaani (2004), Static Supernova
- Vuohipaimen (2004), Obscure Abhorrence Records
- Pimeyden Hehku (2007), Debemur Morti Productions

### Albumy kompilacyjne
- Hiidentorni / Perimä Vihassa Ja Verikostossa (2000), Woodcut Records
- Ordo Regnum Sathanas (2004), Adversary Productions
- Vihan Vuodet (2005), Grievantee Productions

### Dema
- Varjoissa (1995), wydane własnym nakładem
- Hiidentorni (1997), Solistitium Records
- Kun Synkkä Ikuisuus Avautuu (2006), Northern Sky Productions